# Johannes Bah Kuhnke
Kjell Dietrich Johannes Bah Kuhnke, noto come Johannes Bah Kuhnke o Johannes Kuhnke (Strömsund, 17 aprile 1972), è un attore e cantante svedese.
Ha recitato in diversi film e spettacoli teatrali, acquisendo notorietà internazionale per la sua interpretazione nel film Forza maggiore, presentato al 67º Festival di Cannes. Nel 2010 ha partecipato come cantante alla competizione canora del Melodifestivalen, con il brano Tonight.

## Biografia
Kuhnke è nato a Strömsund e ha studiato in una scuola di teatro a Göteborg e, in seguito, nell'accademia teatrale Teaterhögskolan a Malmö.
Ha recitato in varie rappresentazioni teatrali, tra cui quelle de I tre moschettieri,  Hedwig and the Angry Inch, Cabaret, Il libro della giungla e Le nozze di Figaro allo Stadsteater di Stoccolma. Tra gli altri teatri in cui ha recitato vi sono il Backa Teater, il Göteborgs Stadsteater, il Malmö Stadsteater e il Teater Tribunalen.
In ambito cinematografico e televisivo, Kuhnke ha recitato nei film Om inte (2001) e Så olika (2009) e nelle serie televisive Järnvägshotellet (2003), Real Humans (2012-2014) e Wallander (2013). Nel 2014 è stato, insieme a Lisa Loven Kongsli, il co-protagonista del film Forza maggiore dello svedese Ruben Östlund, vincitore del premio della giuria nella sezione Un Certain Regard al 67º Festival di Cannes. La sua interpretazione del marito Tomas gli è valsa la candidatura al Guldbagge Award per il miglior attore protagonista. Tra il 2016 e il 2017 ha fatto parte del cast principale della serie televisiva Black Widows di TV3, al fianco di Peter Stormare e Cissi Forss.
Nel 2010 ha partecipato al festival canoro svedese Melodifestivalen, cantando il brano Tonight. Kuhnke si è esibito durante la seconda semifinale a Göteborg, dove è stato eliminato dalla competizione dopo il primo turno di votazione da parte del pubblico.

### Vita privata
L'attore è sposato dal 2003 con il ministro della Cultura svedese Alice Bah Kuhnke, con cui ha avuto tre figli. I due si sono incontrati in occasione della rappresentazione teatrale de Il ritratto di Dorian Gray a Malmö, nella quale lui era l'attore protagonista.

## Filmografia

### Attore

#### Cinema
- Om inte, regia di Ella Lemhagen (2001)
- L'eredità (Arven), regia di Per Fly (2003)
- Så olika, regia di Helena Bergström (2009)
- Forza maggiore (Turist), regia di Ruben Östlund (2014)
- The Chamber, regia di Ben Parker (2016)
- A Balkan Noir, regia di Drazen Kuljanin (2017)
- La spia (Spionen), regia di Jens Jønsson (2019)
- Red Dot, regia di Alain Darborg (2021)

#### Televisione
- Järnvägshotellet - miniserie TV, 3 puntate (2003)
- Solbacken: Avd. E - miniserie TV, 2 puntate (2003)
- Om Stig Petrés hemlighet - miniserie TV, 1 puntata (2004)
- Oskyldigt dömd - serie TV, 1 episodio (2009)
- Sture & Kerstin Forever, regia di Tova Magnusson - film TV (2010)
- Real Humans (Äkta människor) - serie TV, 15 episodi (2012-2014)
- Wallander - serie TV, 1 episodio (2013)
- 112 Aina - serie TV, 4 episodi (2015)
- Der Kommissar und das Meer - serie TV, 1 episodio (2015)
- Maria Wern - serie TV, 1 episodio (2016)
- Full Patte - miniserie TV, 1 puntata (2016)
- Black Widows - serie TV, 9 episodi (2016-2017)
- Finaste familjen - serie TV, 3 episodi (2017)
- The Rain - serie TV, (2018-2020)
- Love & Anarchy (Kärlek & Anarki) - serie TV, 11 episodi (2020-presente)

### Doppiatore
- Cars 2, regia di John Lasseter e Brad Lewis (2011)[11]

## Riconoscimenti
- 2015 – Guldbagge Award[7]
  - Candidatura a miglior attore protagonista, per Forza maggiore